# Canal Danube-Oder
Le canal Danube-Oder (en allemand : Donau-Oder-Kanal ; en polonais : Kanał Odra-Dunaj) est un projet de voie de navigation qui devait relier le Danube au Lobau viennois en Autriche à la rivière Morava en Tchéquie et de celle-ci via la porte de Moravie au fleuve Oder à la hauteur de la ville de Kędzierzyn-Koźle, dans la voïvodie d'Opole en Pologne.

## Tracé
Jamais achevé, le canal projeté a une longueur de 320 km et une dénivellation totale de 124 mètres. Les quatre parties réalisées se trouvent principalement entre le Lobau et la ville de Groß-Enzersdorf au nord-est de Vienne. Ils sont en effet utilisées comme étangs de baignade et lieux de pêche. Un tronçon du canal se trouve dans le parc national Danube-Auen.

## Histoire
Déjà au XIVe siècle, l'empereur Charles IV promeut l'idée d'une voie navigable entre le Danube et l'Oder. Le concept est repris avec l'industrialisation du XIXe siècle ; en 1903, le gouvernement autrichien a lancé un concours de projets portant sur la construction d'un ascenseur à bateaux à Přerov. 
Après l’Anschluss de l'Autriche par l'Allemagne nazie, la réalisation a connu une reprise. Inauguré en partie par Rudolf Hess le 8 décembre 1939, les travaux d'infrastructures continuèrent l'année suivante, entre Vienne et Angern an der March, mais ont été abandonnés ultérieurement. 

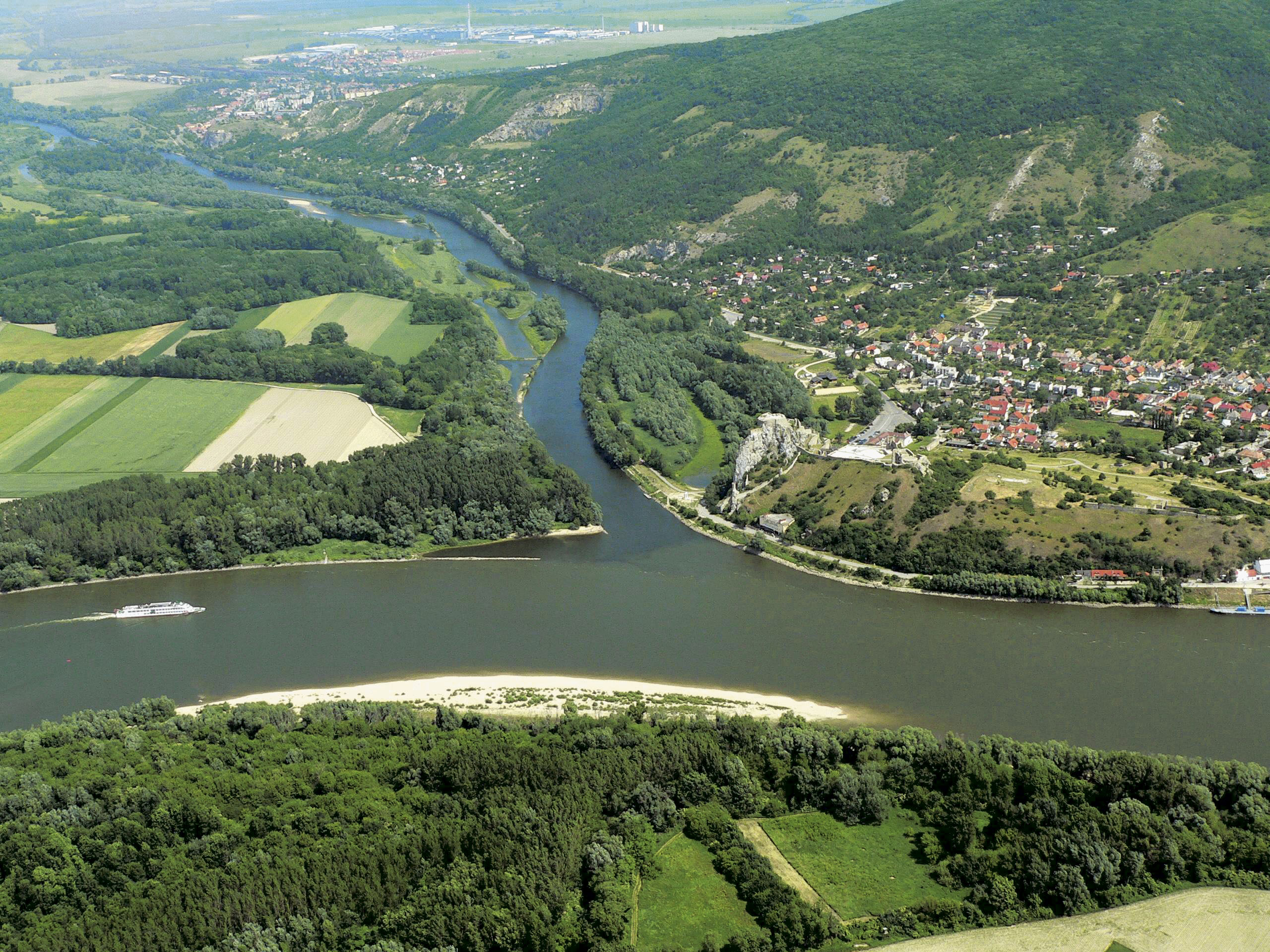
Entrée du canal Danube-Oder à Devín (var. A a D)
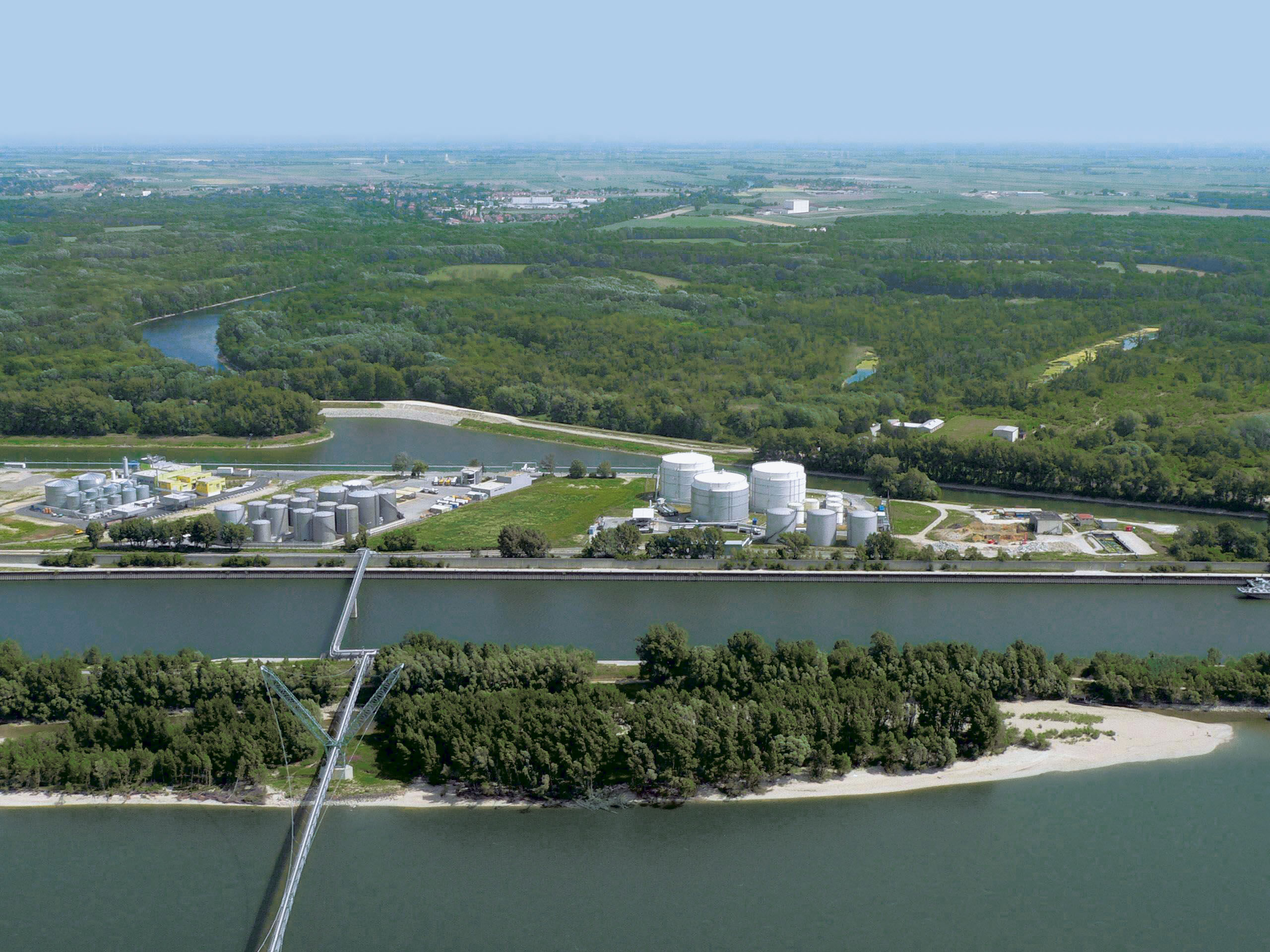
Entrée du canal Danube-Oder à Vienne (var. B a C)
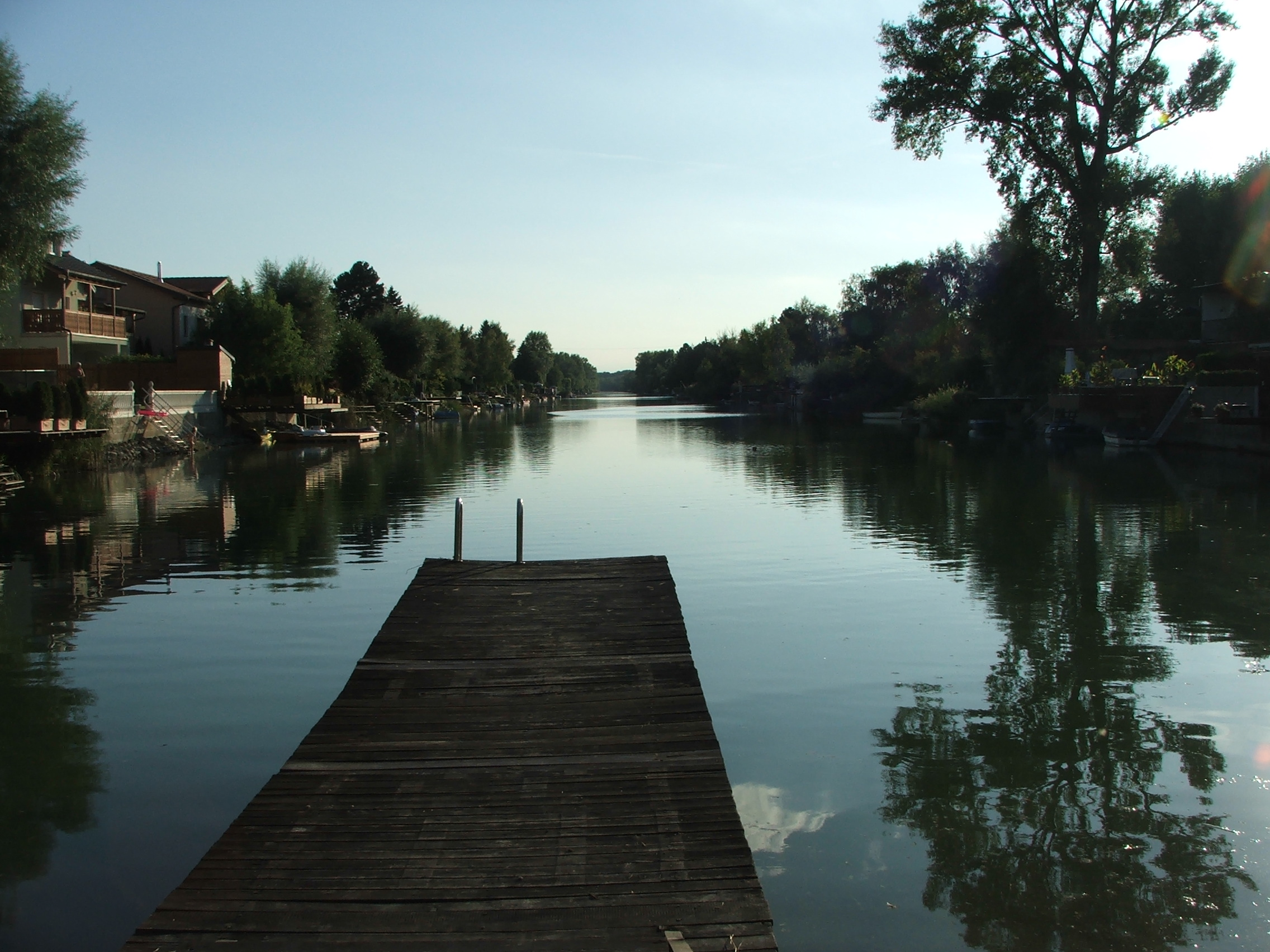
Canal Danube-Oder, bief en service près de Vienne
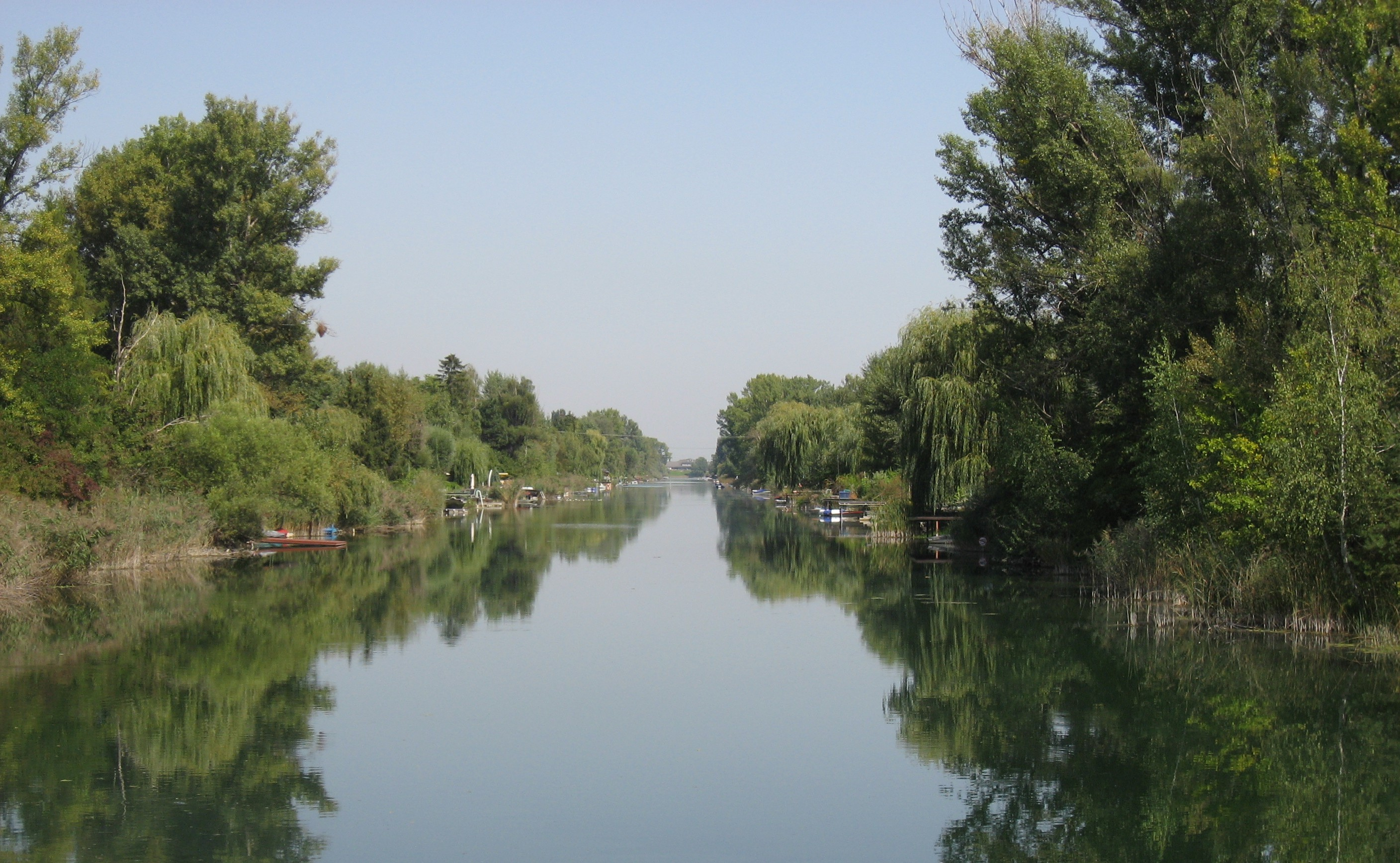
Bief en service du Canal Danube-Oder à Vienne-Lobaustraße
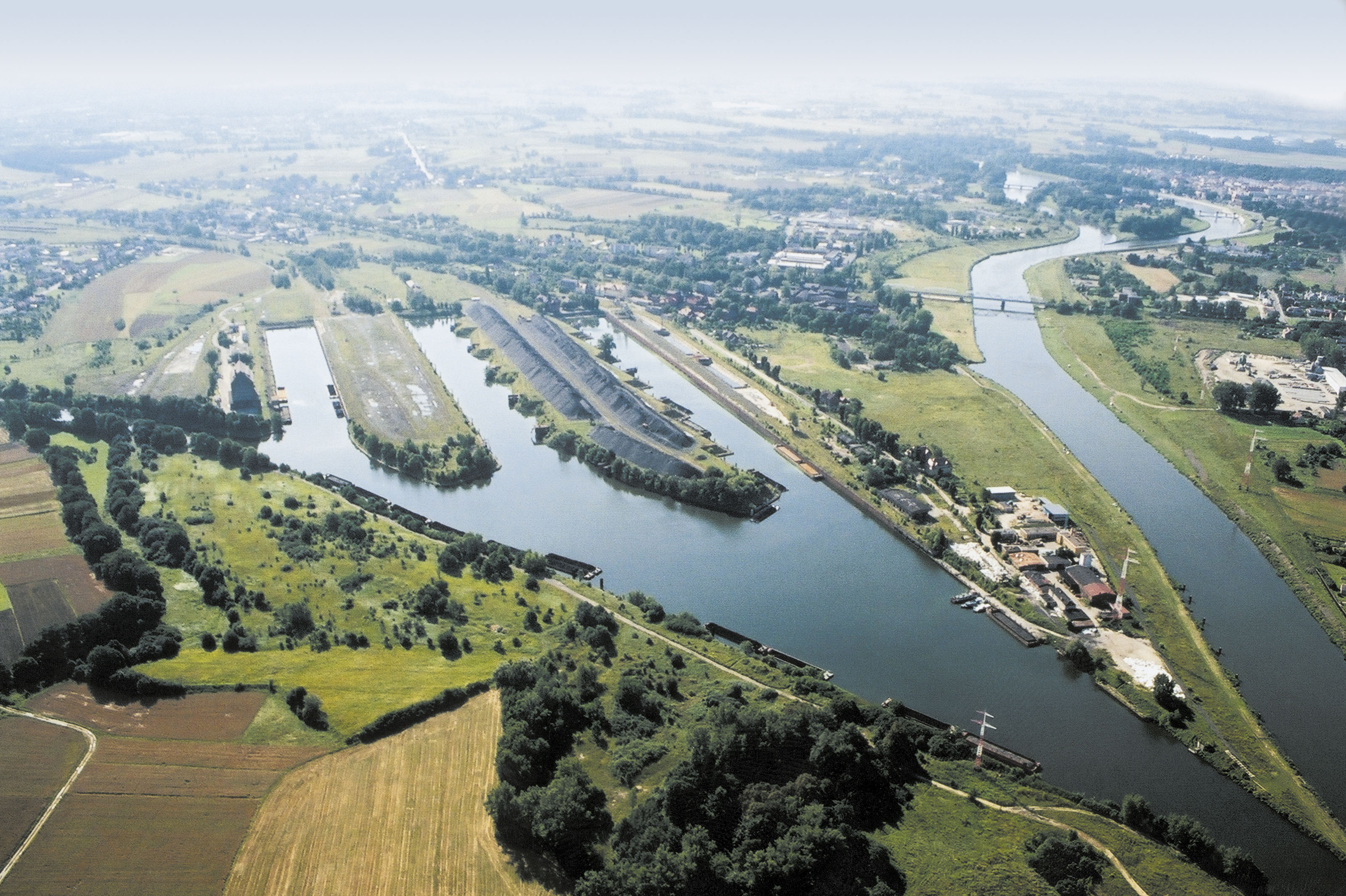
Le port fluvial de Koźle, le canal de Gliwicki et l'Oder
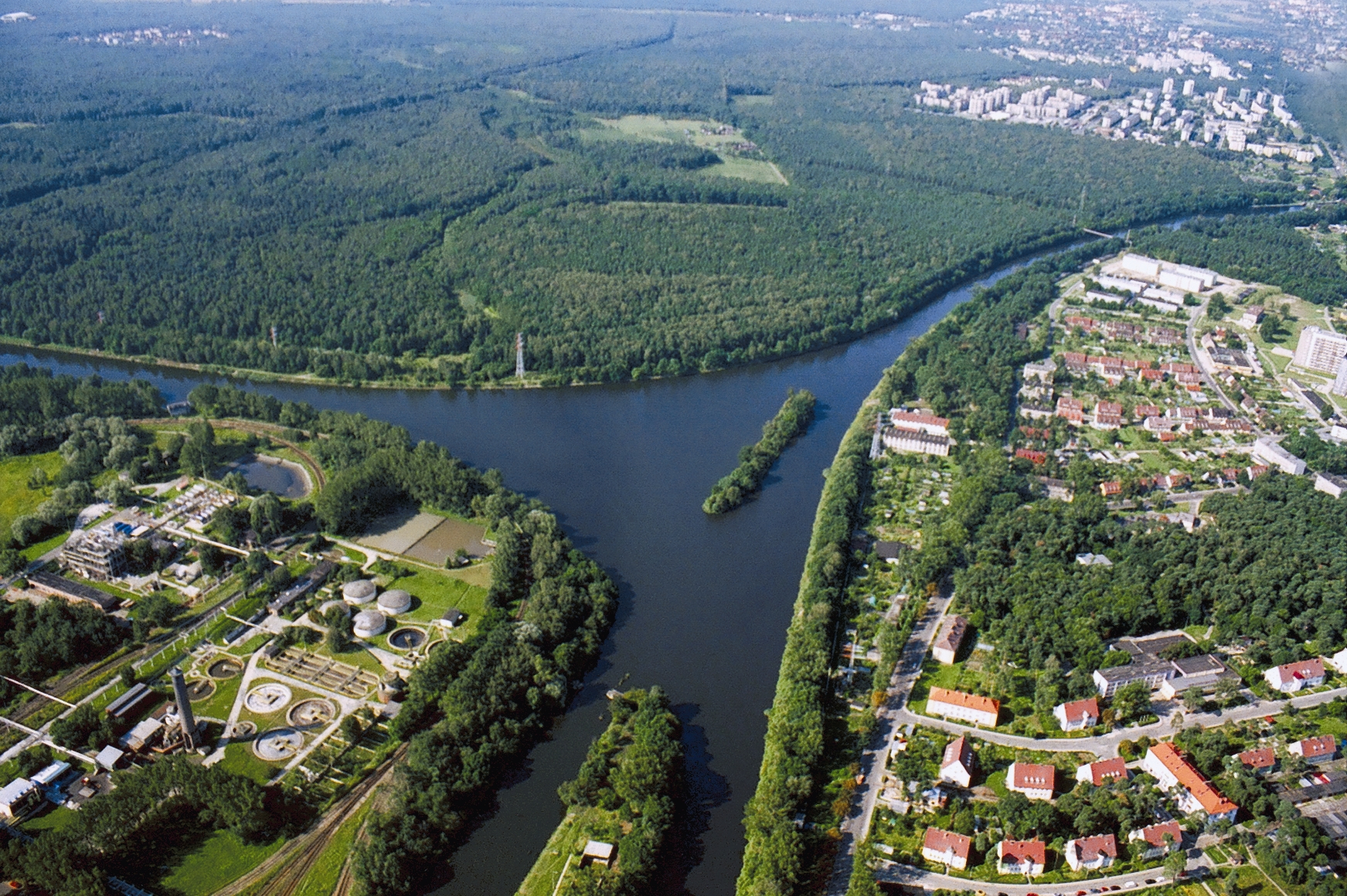
Site des premiers travaux de creusement du Canal Danube-Oder (8 décembre 1939), près de Nowa Wieś, non loin de Kędzierzyn. On voit de gauche à droite : le canal de Gliwice, embranchement vers l'usine chimique de Kędzierzyn, avec le grand large du canal Danube-Oder (6 km).
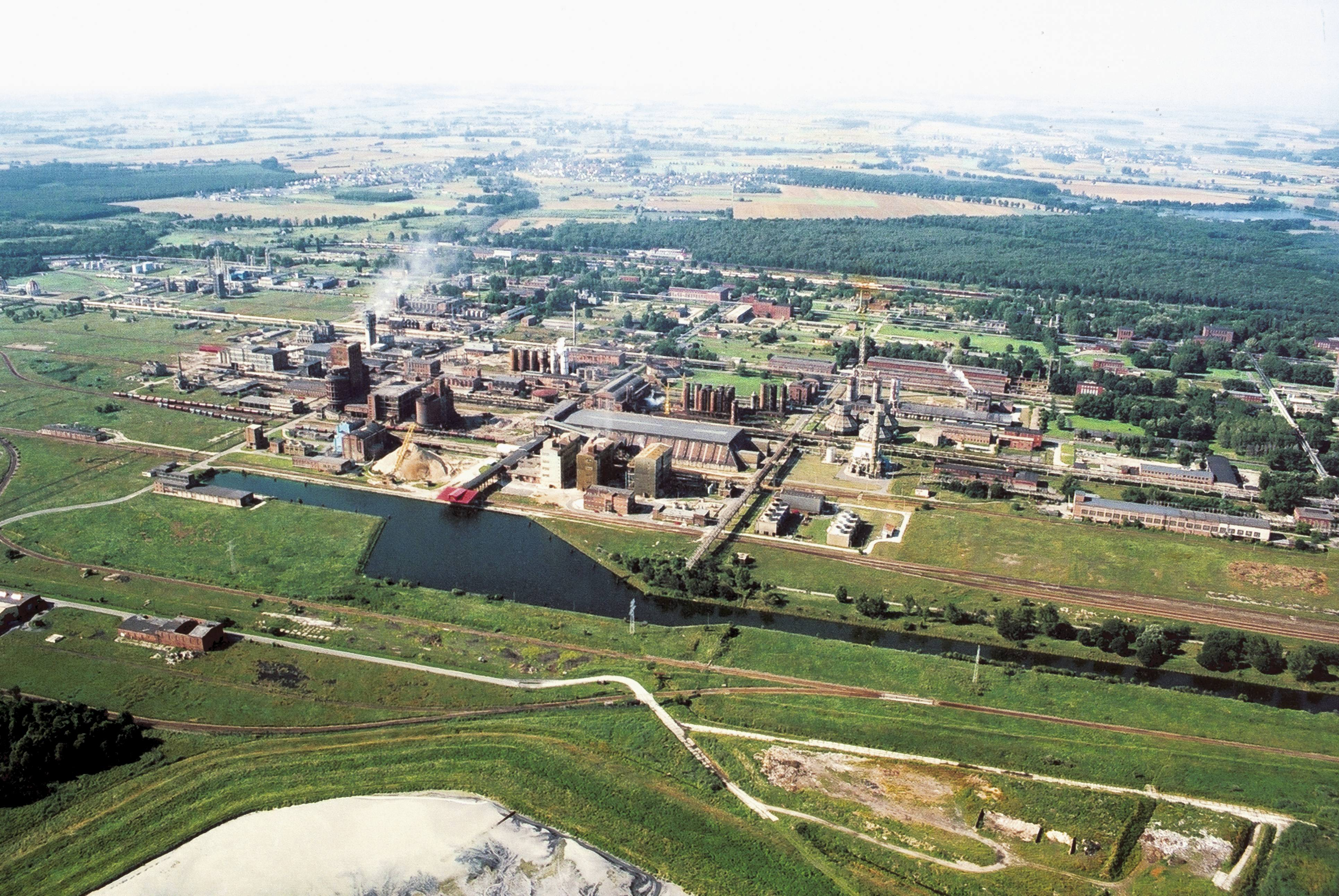
Le dernier port fluvial du canal de Kedzierzynski, sur le bief d'extrémité du canal Dunao-Oder creusé entre 1938 et 1943.
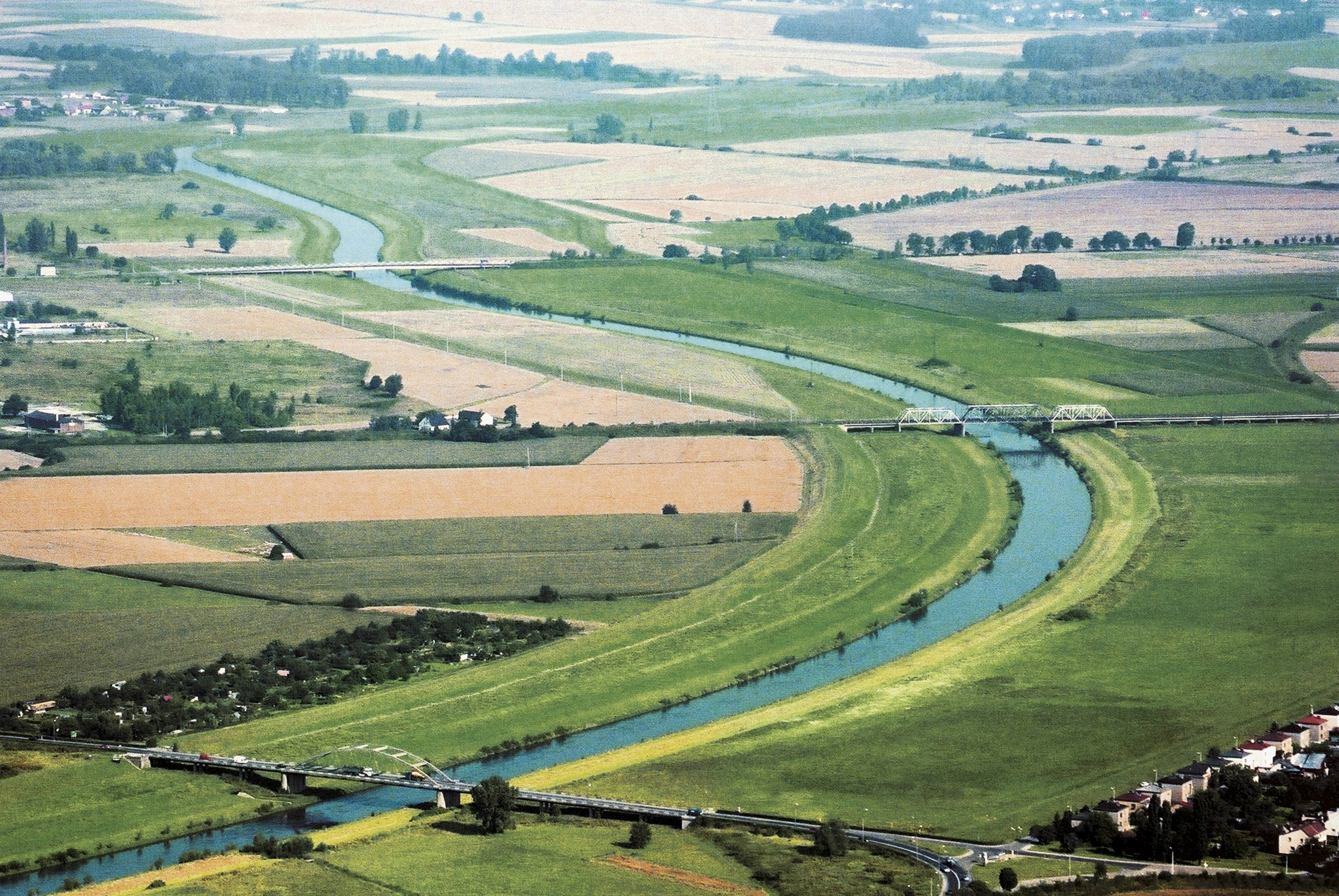
Bras de décharge (navigable) du canal de l'Oder contournant la ville de Racibórz.
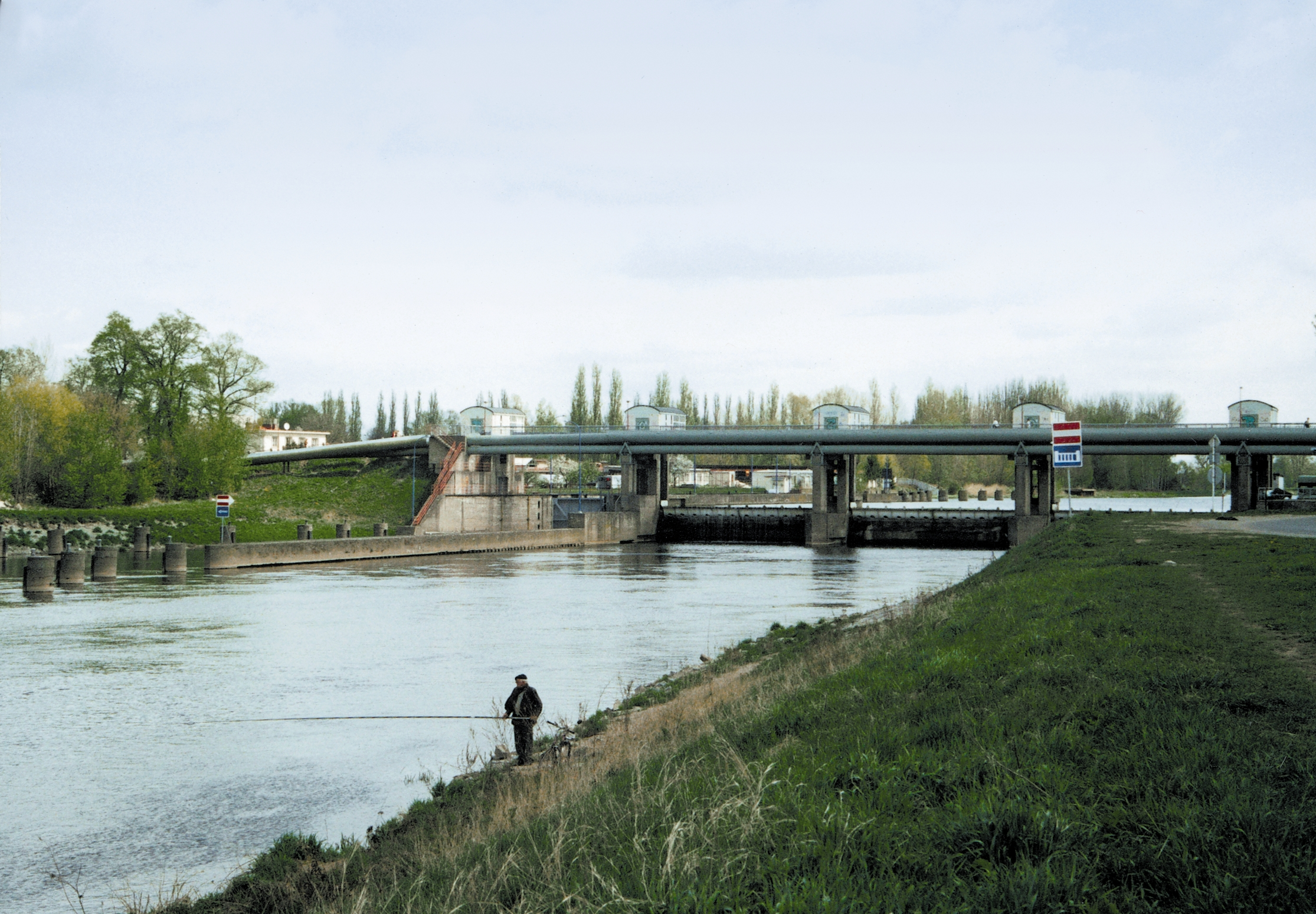
L'écluse sur l'Elbe canalisée à Pardubice avec le barrage mobile. Il est prévu de connecter à terme ce fleuve avec le canal Danube-Oder.
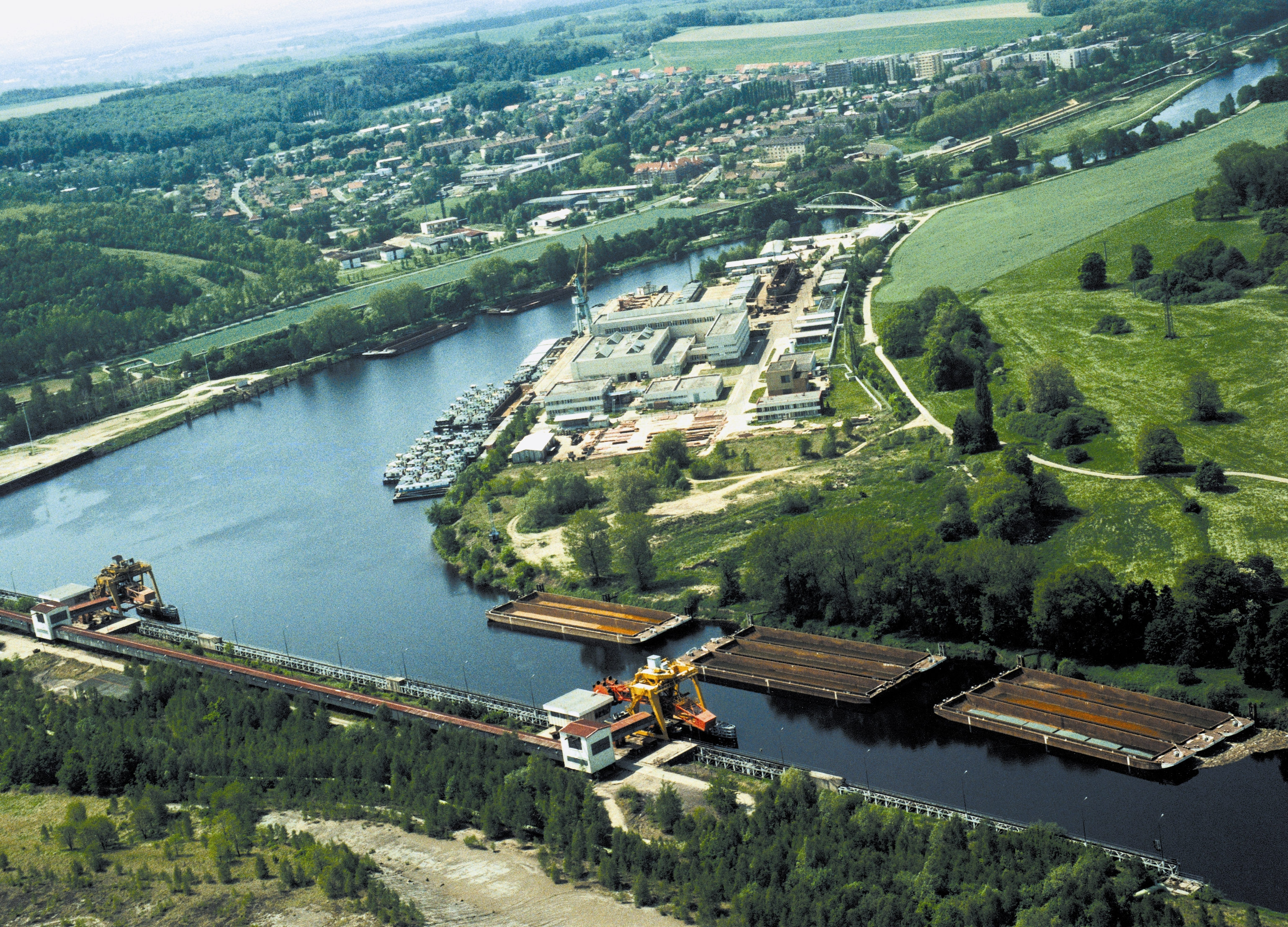
Le port fluvial de Chvaletice est l'ultime desserte de l'Elbe canalisée.  Il est prévu de canaliser l'Elbe jusqu'à Pardubice pour permettre sa connexion avec le canal Danube-Oder.